# Вержбицький Михайло Сидорович
Михайло Сидорович Вержбицький (8 листопада 1896 — 12 березня 1973) — радянський воєначальник, генерал-майор танкових військ (11.05.1949).

## Життєпис
Народився в місті Одеса. У 1908 році закінчив 4-класне училище.
У березні 1918 року добровільно вступив до лав Червоної армії: кулеметник зведеного кулеметного полку імені В. І. Леніна, з квітня 1919 року — кулеметник Одеського автобронезагону. Брав участь у боях з частинами збройних сил Української Держави та її союзників. Член РКП(б) з 1919 року. Після окупації Одеси ленікінцями у серпні 1919 року перейшов на нелегальне положення.
З січня 1920 року знову в лавах Червоної армії: командир бронемайданчика і комендант бронепотягу № 60130 14-ї радянської армії, з липня того ж року — командир кулеметного борту бронепотягу № 56 «Імені Бели Куна» 13-ї радянської армії. Брав участь у боях з денікінцями, був легко поранений.
З червня 1922 року — командир кулеметного борту Запасного бронепотягу (м. Карачев). У вересні 1922 року зарахований курсантом Військової броневої автомобільної школи, яку закінчив у лютому 1923 року. З лютого 1923 року — командир взводу і командир роти Навчальної автоброневої бригади (м. Москва), з липня того ж року — командир дивізіону ескадри танків 2-го легкого флоту (м. Москва). З квітня 1924 року — командир навчальної роти, командир навчального батальйону і помічник командира з технічної частини окремого танкового полку (м. Москва). У 1927 році закінчив Московський недільний університет.
З січня 1929 по травень 1932 року — слухач факультету механізації і моторизації РСЧА Військово-технічної академії РСЧА імені Ф. Е. Дзержинського.
У травні 1935 року призначений помічником командира з технічної частини 11-ї окремої механізованої (з 1938 року — 35-ї легкої танкової) бригади. У вересні 1938 року звільнений у запас за ст. 43а «через неможливість використання у зв'язку зі скороченням штатів або реорганізацією».
У травні 1940 року призначений заступником командира зі стройової частини 29-ї легкої танкової бригади (м. Берестя, Західний ОВО). Брав участь в окупації країн Балтії.
У березні 1941 року призначений командиром 128-го танкового полку 208-ї моторизованої дивізії 13-го механізованого корпусу. Початок німецько-радянської війни зустрів на цій посаді. У липні 1941 року призначений командиром 46-го окремого навчального автоброневого полку. З вересня 1942 року — заступник начальника Військово-мотоциклетного училища (м. Викса). З лютого 1943 року — командир 254-ї запасної танкової бригади. З грудня 1944 року — заступник командира 1-го гвардійського танкового корпусу зі стройової частини.
Після закінчення війни продовжив військову службу на займаній посаді. З квітня 1946 року — заступник командира 1-ї гвардійської танкової дивізії зі стройової частини. У жовтні 1946 року призначений начальником Самаркандського танко-технічного училища. З квітня 1947 року — начальник Ташкентського танкового училища (колишнє 1-ше Харківське). З березня 1949 року — начальник 1-го Саратовського Червонопрапорного бронетанкового училища.
Наказом МО СРСР № 04567 від 10 серпня 1953 року генерал-майор танкових військ М. С. Вержбицький звільнений у запас за ст. 59б (через хворобу). Мешкав у Саратові, де й помер.

## Нагороди
Нагороджений орденом Леніна (06.11.1945), трьома орденами Червоного Прапора (03.11.1944, 20.02.1945, 15.11.1950), орденом Суворова 2-го ступеня (31.08.1945) і медалями.